# Tête-à-la-Baleine
Tête-à-la-Baleine är en ort i provinsen Québec i Kanada. Den ligger i den östra delen av landet, 1 300 km öster om huvudstaden Ottawa. Antalet invånare var 119 vid folkräkningen 2021.